# Constantin Rîpă
Constantin Rîpă (n. 1 august 1938, Smulți, România) este un compozitor, dirijor și muzicolog român. Este Președintele Comisiei Naționale de Muzică din cadrul Ministerului Învățământului, Directorul Colegiului de Învățământ la Distanță și Directorul Editurii MediaMusica din cadrul Academiei de Muzică „Gheorghe Dima” din Cluj-Napoca. Din 1984 este membru al Uniunii Compozitorilor și Muzicologilor din România.

## Educație
A urmat studiile muzicale și a absolvit Academia de Muzică „Gheorghe Dima” din Cluj-Napoca, între anii 1957-1962, unde i-a avut ca profesori pe Cornel Givulescu (teorie și solfegiu), Tudor Jarda (armonie), Vasile Herman (contrapunct), Dorin Pop (dirijat), Sigismund Toduță (compoziție), Wilhelm Damian (orchestrație), Romeo Gircoiașiu (istoria muzicii), Ioan Nicola și Traian Mârza (folclor), Zsigmond Marta (pian), Constantin Arcu (fagot secundar). A început activitatea în învățământul universitar în anul 1962, trecând prin diferite etape, precum asistent, lector, conferențiar și profesor universitar la cadrele de teorie și solfegiu, dar și dirijat coral. Este fondatorul și dirijorul corului Antifonia din anul 1969, acesta având „scopul de a interpreta creația contemporană”. În anul 1987 a obținut titlul de doctor în muzicologie la Academia de Muzică „Gheorghe Dima”, în domeniul stilisticii muzicale, cu teza de doctorat „Ideea mioritică în creația cultă românească”. Ulterior, a predat Teoria muzicii și Solfegiu la aceeași academie, fiind totodată coordonator pentru teze de doctorat.

## Activitate

### Compozitor
În calitate de compozitor, Constantin Rîpă abordează toate genurile, precum creația corală, muzică simfonică și vocal-simfonică. A compus 45 de lucrări pentru cor și 28 pentru cor de copii. În ceea ce privește muzica de cameră vocală, a compus patru cicluri de lieduri, două lieduri și „Gloria” pentru tenor solo. Pentru muzica de cameră instrumentală a scris 30 de lucrări, iar în muzica simfonică s-a evidențiat cu 16 compoziții. Din repertoriul vocal-simfonic compus de Constantin Rîpă fac parte trei cantate, o missă, o monopartită și un imn.  
„Personalitate de anvergură pentru lumea muzicii corale românești, compozitorul Constantin Rîpă este unul dintre cei mai prolifici autori de muzică corală”. Partiturile sale corale întrunesc cu adevărat atributele și semnificațiile în care se manifestă sistemul atotcuprinzător al metatonalității. Diversitatea genurilor corale abordate, multitudinea de tematici cuprinse, atrag după sine bogăția unor mijloace de expresie și implicit utilizarea unor sisteme sonore specifice materialului ales pentru prelucrare sau spiritului, etosului, creat în acestea. În ansamblul creației sale corale apar: coruri pentru voci egale, coruri de copii, coruri mixte, cuprinzând cântece-jocuri pentru copii, adaptări al folclorului românesc, creații proprii de inspirație folclorică și religioasă, coruri pe versuri de: Mihai Eminescu, Ion Barbu, Lucian Blaga, Vasile Voiculescu, Otilia Cazimir, Mircea Ștefănescu și mulți alții. Anii `70 marchează o creație ce reflectă opțiunea compozitorului spre un stil apropiat de nucleul muzicii de avangardă, în care apar influențe ale muzicii aleatorice, efecte vocale, un modalism cromatic cu nuanțe de rubato-doinit, sau abstract-atonal, texturi eterofonice, polifonice libere, un sistem armonic ce include clusterul, mixturi de cvarte-cvinte, cadrul nonoctaviant melodic sau armonic, polifuncționalitatea, alte elemente neomodale de abordare a materialului muzical. 

### Muzicolog
În domeniul muzicologic, a publicat lucrări din domeniul teoriei muzicale, destinate tuturor etapelor de studiu, de la perioada școlară, până la cea universitară. A publicat 12 studii de muzicologie la Academia de Muzică „Gheorghe Dima”; 3 din studiile sale privind teoria muzicală sunt traduse și publicate în mai multe țări.

#### Lucrări
- Teoria Superioară a Muzicii – vol. I Sisteme tonale;
- Teoria Superioară a Muzicii – vol. II Ritmul;
- Dictee armonice și polifonice;
- Culegere de melodii pentru solfegiere vol. I;
- Culegere de melodii pentru solfegiere vol. III;
- Solfegiu pentru toți – două volume;
- Curs de dictat tonal-funcțional;
- Culegere de melodii pe etape stilistice;
- Teste de dictat și teoria muzicii.

### Dirijor
Doctor în muzică, Constantin Ripa s-a manifestat mai întâi ca dirijor, conducând din 1969 Corul Antifonia, alături de care a participat la festivaluri și concursuri în întreaga lume. Ca dirijor al acestei prestigioase formații corale specializată în muzica contemporană, compozitorul a realizat prime audiții absolute ale unor capodopere ale muzicii corale românești și universale (printre care piesa „Idmen” de Iannis Xenakis în 1985), contribuind astfel la îmbogățirea „patrimoniului” cultural și spiritual al contemporaneității sale.  Anul 1969 deschide un nou capitol pentru cultura clujeană și, în fond, pentru întreaga cultură românească: în cadrul Conservatorului „Gheorghe Dima” din Cluj-Napoca lua ființă corul Antifonia, din inițiativa profesorului Constantin Rîpă, cu scopul de a cânta muzica modernă. Istoria acestui ansamblu este redată de muzicologul Bianca Țiplea-Temeș în cartea sa Antifonia in extenso prin trei etape: „O primă etapă de circa zece ani (1969-1979) este aceea a începutului, perioadă marcată de câștigarea recunoașterii corului în plan național: concerte, imprimări de radio și televiziune, participări la festivaluri și concursuri în țară. A doua etapă o reprezintă aventura concursurilor internaționale, când Antifonia s-a impus pe plan european și mondial, cucerind 14 premii în răstimpul a 3 ani (1979-1982). Urmează etapa a treia, consecință artistică firesc rezultată din consacrarea obținută prin laurii concursurilor, când, începând din 1983 corul începe să fie solicitat de festivalurile europene pentru proiecte de mare răspundere  ce nu puteau fi realizate decât de foarte puține coruri din lume, din cauza dificultăților ridicate de respectivele partituri. Ne referim la piesa „Ibidem” de Iannis Xenakis prezentă în prima audiție de către Antifonia în Festivalul Europa Cantat de la Strasbourg (1985), sau de lucrarea Traverser la foset de Henri Pousseur, solicitată de Festivalul de la Namur/Belgia (1987), și multe altele”. Înființat cu o menire, aceea de a cânta muzica cea mai modernă a perioadei respective, muzică ce nu era abordată de nici un cor din țară, Antifonia, timp de 10 ani, a prezentat în concerte și a impus această muzică, astfel încât treptat, ea a fost preluată și de alte coruri. „Se înțelege că în acest fel Antifonia a făcut servicii enorme muzicii corale culte românești, prin faptul că a creat condiții compozitorilor din epoca respectivă de a compune lucrări de cea mai înaltă tehnică creatoare (de nivel mondial), cu dificultăți pe care nu le puteau învinge corurile de atunci. Cu alte cuvinte, a reînnodat firul tradiției școlii corale românești și i-a asigurat continuarea”. Din 1982, corul a început să fie solicitat de mari festivaluri europene, pentru a interpreta creația contemporană. Astfel, Antifonia a luat contact cu cei mai mari compozitori din a doua jumătate a secolului al XX-lea, precum: Iannis Xenakis, György Ligeti, Henry Pousseur, Guy Reibel, Jean Casterede, Roman Vlad, Maurizio Kagel, Franco Donatoni, Ivan Fedele, Miguel Azguime, Francisc Burt sau dirijori ca Yehudi Menuhin, Rafael Früber de Burgos, Henry Pousseur, Peter Burwik, Alain Lombart, Zoltan Pesco, Walter Haump. De asemenea, a colaborat cu unele dintre cele mai mari orchestre din lume, precum: Orchestra Radio France, Orchestra Filarmonicii din Varșovia, Orchestra Filarmonicii din Lyon, Orchestra Filarmonicii din Bratislava, Orchestra Filarmonicii din Basel, Orchestra Symphoniker de la Konzerthaus – Viena. Pe plan intern, Antifonia a cântat lucrări ale compozitorilor de vârf din a doua jumătate a secolului al XX-lea, cum sunt Sigismund Toduță, Liviu Comes, Tudor Jarda, Vasile Timaru, Adrian Pop, Vasile Herman, Ede Tereyi, Cornel Țăranu, Dan Voiculescu, Hans Peter Türk, Cristian Misievici, Alexandru Pușcanu, Achim Stoia, Tiberiu Olah, Myriam Marbe, Ștefan Niculescu, Anatol Vieru, Doru Popovici, Irina Odăgescu, Dan Dediu.

## Creație literară
Constantin Rîpă este autorul unor volume de versuri și însemnări autobiografice. Adrian Țion vorbește despre poezia sa ca fiind caracterizată prin exprimarea profundă a trăirilor interioare cu o intensitate deosebită, limbajul puternic, strident uneori, teme reflexiv-confesive, sustragerea din canonul literar.
- Poezii întârziate. Editura ETA, 2003
- Poezii impersonale. Editura ETA, 2006
- A doua ivire, poezii. Cluj-Napoca, Casa Cărții de Știință, 2008
- Poezii finite. Cluj-Napoca, Casa Cărții de Știință, 2018
- Non credo, poezii. Cluj-Napoca, Casa Cărții de Știință, 2019
- Ziceri. Cluj-Napoca, Casa Cărții de Știință, 2019
- Nașterea de-a doua, poezii. Editura ETA
- Poezii preistorice. Editura ETA
- Joc de-a timpul. Editura ETA
- Îmbrățișata mea, poezii. Editura ETA
- Jumătatea mea de veac - însemnări. Editura ETA

## Distincții
În 1995 a primit Premiul Uniunii Compozitorilor și Muzicologilor din România pentru creația sa corală.
Pentru Cantata „Cântecele anotimpurilor” a primit în anul 1987 Premiul Uniunii Compozitorilor, iar un an mai târziu același premiu pentru lucrarea „Țeapa lui Dracula” În anul 2000 i-a fost acordată Medalia aniversară Gheorghe Dima. Din partea primăriilor din Miercurea Ciuc (2001), Sfântu Gheorghe (2001), Târgu Mureș (2003), Baia Mare (2004) și Zalău (2005) a primit Diploma de Excelență. În anul 2006 Liceul de Muzică „Sabin Drăgoi” din Arad i-a conferit Diploma de Excelență „Pentru susținerea muzicală a vieții românești”. A obținut premii și distincții la concursuri de creație sau interpretare de nivel internațional, printre care: Premiul I pentru cor mixt și Premiul II pentru cor de fete, distincții obținute la International Koorfestival din anul 1979 desfășurat la Haga, Olanda; Premiul I – cor mixt, Premiul I – cor de tineret, Premiul II – cor de fete și Premiul II pentru prelucrări folclorice obținute la Cleveland Inter TIE în anul 1980 – Middlesbrough, Anglia; Premiul I „Cum laude” în anul 1981 – Neerpelt, Belgia, la 30-ste Europees Muzicfestival voor de Yengd; Premiul I „Cum laude” în anul 2001 – Neerpelt, Belgia – 30-ste Europees Muzicfestival voor de Yengd.